# Kyle Cooper
Kyle Cooper, né en 1962, est un designer-réalisateur, principalement de génériques. 

## Axes de travail
Il a travaillé sur  Seven, L'Île du docteur Moreau (1996), Flubber (1997), La Momie (1999), Spider-Man (2002), L'Armée des morts (2004), Spider-Man 2 (2004), Godzilla: Final Wars (2004), et sur les jeux vidéo Metal Gear Solid 2: Sons of Liberty (2001), Metal Gear Solid 3: Snake Eater (2004), Metal Gear Solid V: The Phantom Pain (2015) et Death Stranding (2019). Il a également créé les génériques des séries The Walking Dead (2010) et American Horror Story (2011).
Son travail est souvent mis en relation avec celui de Saul Bass.
Il est également réalisateur, auteur du long métrage New Port South (2001).